# Districtul Bang Saphan Noi
Bang Saphan Noi (în thailandeză บางสะพานน้อย) este un district (Amphoe) din provincia Prachuap Khiri Khan, Thailanda, cu o populație de 35.553 de locuitori și o suprafață de 720,0 km².

## Componență
Districtul este subdivizat în 5 subdistricte (tambon), care sunt subdivizate în 41 de sate (muban).
| Nr. | Nume        | În thailandeză | Sate | Inh.  |  |
| 1.  | Pak Phraek  | ปากแพรก        | 6    | 3,277 |  |
| 2.  | Bang Saphan | บางสะพาน       | 10   | 7,354 |  |
| 3.  | Sai Thong   | ทรายทอง        | 11   | 7,200 |  |
| 4.  | Chang Raek  | ช้างแรก         | 8    | 9,673 |  |
| 5.  | Chaiyarat   | ไชยราช         | 6    | 7,470 |  |